# Langen (westfälische Adelsgeschlechter)
Von Langen ist u. a. der Name zweier westfälischer Uradelsgeschlechter, die wohl nicht stammesgleich sind, jedoch beide im Hochstift Münster ansässig waren.
Die erste Familie („mit der Schafschere im Wappen“) war im Emsland (historisch ein Teil des Niederstifts Münster) beheimatet, die andere („mit den Rauten“) im Münsterland (im historischen Oberstift Münster) sowie ebenfalls im Emsland. Beide Familien teilten sich im Laufe der Jahrhunderte in mehrere Linien. Einige Besitze wechselten zwischen den beiden Familien. Die „Schafscheren-Langen“ erloschen 1838 mit der freiherrlichen Linie zu Spyck; eine 1902 geadelte Linie außerehelicher Nachfahren existiert noch. Die „Langen mit den Rauten“ sind ebenfalls erloschen. Darüber hinaus existierte ein Dortmunder Patrizier- und Adelsgeschlecht Langen (lat. Longus), das auch in Lübeck ansässig war.
Von den westfälischen Familien zu unterscheiden sind andere gleichnamige Adelsgeschlechter: die Herren von Langen(n) aus Brandenburg und Schlesien sowie die Freiherren von Langen aus Mecklenburg und Vorpommern.

## Langen („mit der Schafschere“)

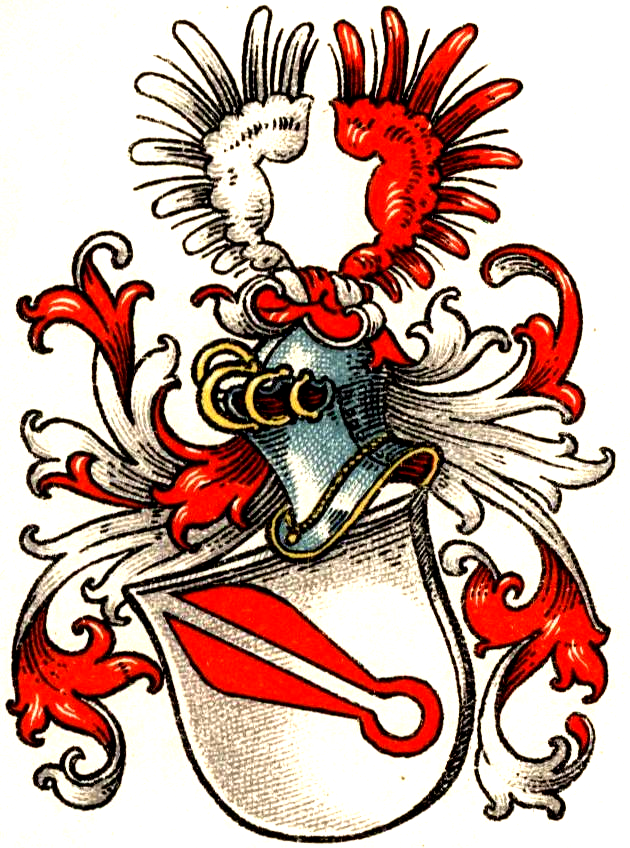
Wappen derer von Langen

Historische Wappendarstellung

### Geschichte

#### Bis zur Teilung 1475
Der Stammsitz befand sich in Oberlangen an der Ems, das bereits um das Jahr 1000 unter dem Namen Langun urkundlich erwähnt wird und das heute die Schafschere in sein Wappen aufgenommen hat. Im 13. und 14. Jahrhundert stellten die von Langen Burgmänner, die im Emsland um 1250 auf der Burg Landegge und ab 1392 zu Meppen als Ministerialen wirkten und dort Grundbesitz erwarben.
1276 wird als Erster der Familie Jakob von Langen (* um 1240; † nach 1306), Burgmann auf der niederstiftischen Burg Landegge und Drost des Amtes Landegge im Niederstift Münster, erwähnt. Sein Lehngut Oberlangen ist nur etwa vier Kilometer von der Burg Landegge entfernt.
Im Jahre 1377 finden sich im Meppener Urkundenbuch Jakobs Enkel Nikolaus von Langen (* um 1306; † 1382) als Burgmann und Herr auf der Burg Vredevoort an der Ems (bei Geeste), mit seiner Frau Ode. Der Bischof Potho von Münster hatte Nikolaus die Erlaubnis gegeben, nahe der Lingen-Tecklenburger Grenze diese Burg zu errichten, um den Übergang über die Ems zu sichern.
Der Sohn Herbord III. von Langen (* um 1347; † zwischen 1417 und 1425), Knappe, verehelicht mit Gertrud von der Hege, wurde Herr auf Meppen, als er das Gut 1392 erwarb, nachdem das Ministerialgeschlecht derer von Meppen abgestorben war. Meppen gehörte schon seit 834 dem Kloster Corvey, dessen Lehnsleute die Langen damit wurden. Die Burg Vredevorth wurde vor 1400 in der Tecklenburger Fehde zerstört und nicht wieder aufgebaut. Als Ausgleich erhielten die von Langen Güter an der Hase bei Haselünne, das ebenfalls zum Corvey’schen Territorium zählte. Sein Sohn Engelbert I. († zwischen 1442 und 1446) erwarb 1427 die neben seinen Ländereien bei Haselünne gelegene Kreyenborg von Johann von Langen genannt Kreyenribbe aus dem Geschlecht mit den Rauten (siehe unten). Er war verehelicht mit Gertrud von Schatte († nach 1440), welche die Schwakenburg bei Andrup sowie den Burgmannshof in Haselünne mit in die Ehe brachte. Letzterer zählt heute zu den bedeutendsten mittelalterlichen Profanbauten des Emslandes.
Am 20. September 1481 schenkten ihre Söhne, die Knappen Roloff und Engelbert II. von Langen (* 1422; † 23. Oktober 1507) zum Turmbau der Pfarrkirche St. Vincentius jeder 5 Fuß „grawes Benthemer steyns in de wyde unde hoge“. Roloff überfiel 1469 u. a. die Papenburg. Engelbert II. erhielt durch seine Ehe mit Adelheid von Düvel das Gut Gut Stockum. 1470 errichtete das Ehepaar dort die heute noch erhaltene Hauskapelle. Im Jahr 1475 teilten Engelbert II. und sein streitbarer Bruder Roloff die Kreyenborg in Ost- und Westkreyenborg. Mitten über den Burgplatz wurde ein Graben gezogen.

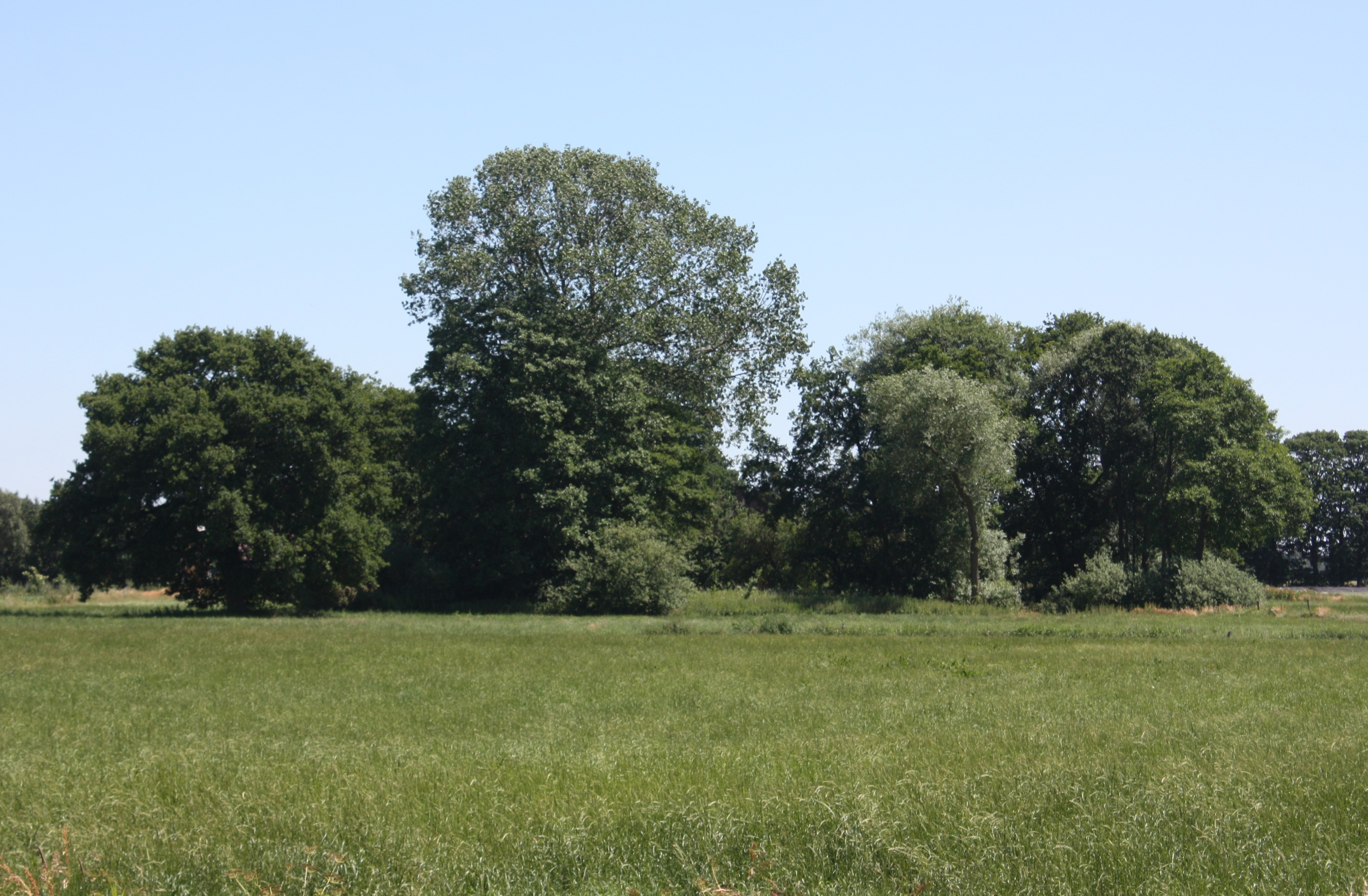
Burgstelle der Schwakenburg
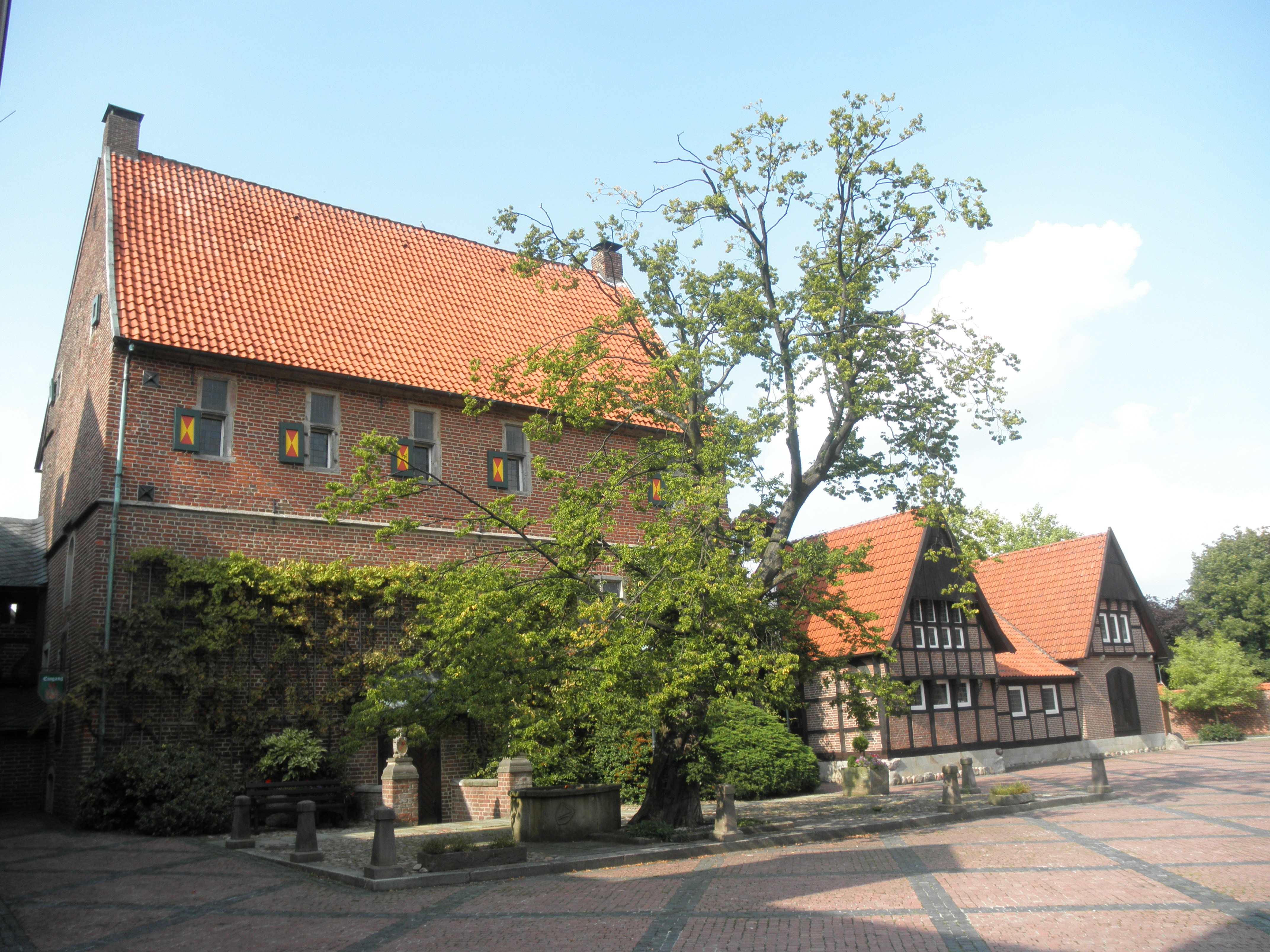
Burgmannshof von Langen/von Westerholt in Haselünne
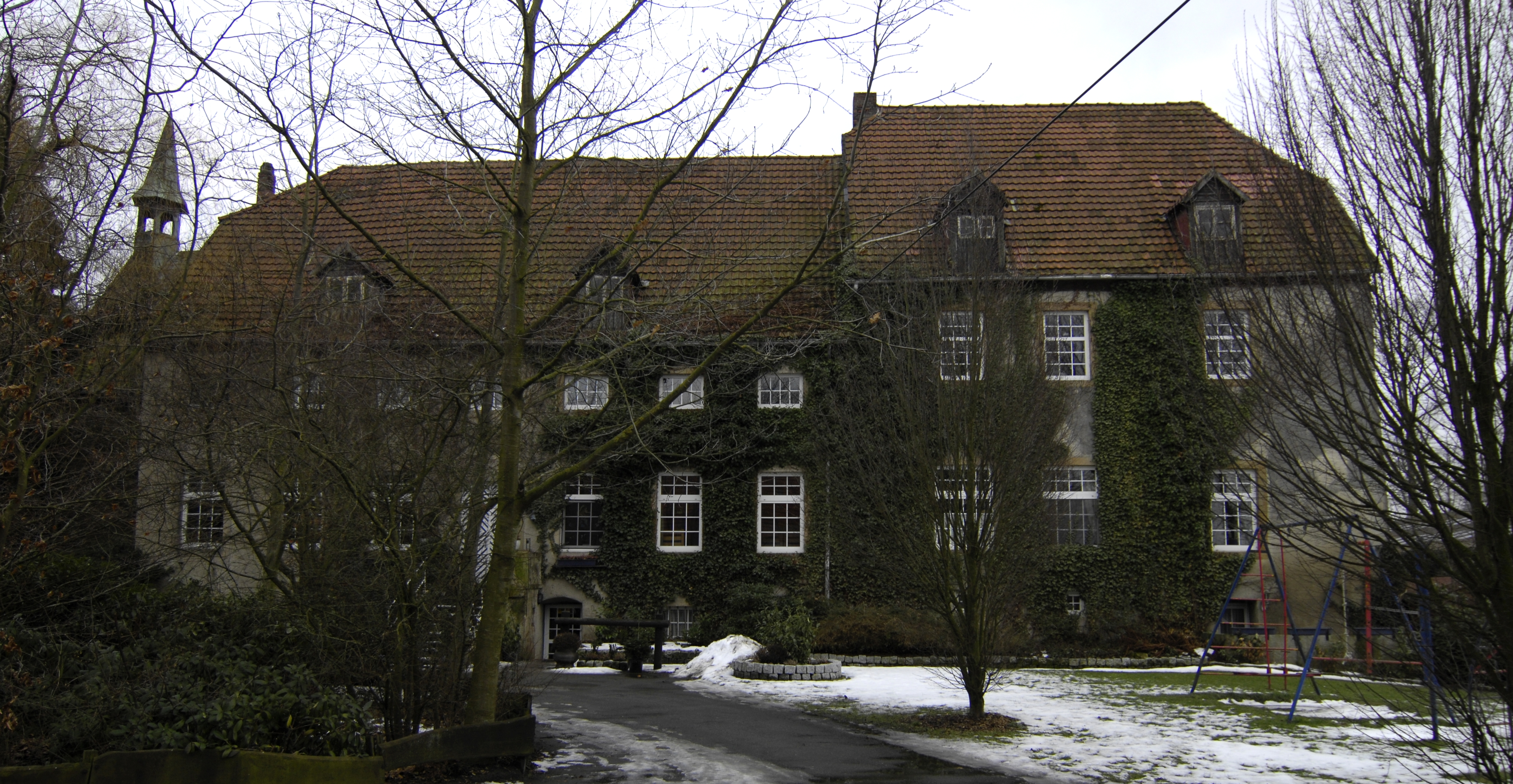
Gut Stockum

#### Linie Ostkreyenborg
Zum Erbe des Roloff (Rolf/Rudolf) von Langen († 1479), Herr auf Ost-Kreyenborg, gehörten auch die Schatte’schen Besitzungen in Haselünne, darunter der noch heute erhaltene Langen’sche, später Westerholt’sche Burgmannshof, der im Rittersaal noch einen spätgotischen Sandsteinkamin vom Ende des 15. Jahrhunderts mit den Wappen des Roloff von Langen und seiner Frau aufweist. Der Enkel Adam von Langen († 1610), Herr auf Ost-Kreyenborg, vermählt mit Sidonia, vererbte den Besitz an seinen Sohn Anton von Langen, Herr auf Ost-Kreyenborg († 1622), den letzten Nachfahren seiner Linie. Die unmündige Tochter verlor ihr Erbe, da der Vater im Dreißigjährigen Krieg auf der holländischen Seite gegen seinen Landesherrn, den Fürstbischof von Münster, kämpfte und so das Lehensgut verwirkte.

#### Linie Westkreyenborg-Haselünne
Nach dem Tod Engelberts II. erhielt sein Sohn Nicolaus (1457 – um 1546) die Westkreyenborg und den alten Familienhof zu Meppen. Dessen Bruder Andreas erbte die Schwakenburg und begründete damit 1525 die Linie Schwakenburg (siehe unten), der Bruder Heinrich erhielt Stockum. Nicolaus hinterließ die Söhne Engelbert III., auf Westkreyenburg und Meppen, Asche auf Stockum, Claus auf Haselünne sowie den Drost Johann auf Hausberge, später auch Haselünne. Engelbert III. hatte die Söhne Engelbert IV. (um 1500–1590) auf Westkreyenburg und Meppen, Nicolaus auf Haselünne und Heinrich auf Sögeln bei Bramsche. 
Engelbert von Langen zu Kreyenborg, Richter in Haselünne, erbaute aus zwei 1580 erworbenen Bürgerhäusern am Steintor in Haselünne ein „adliges Freihaus“.  Seine Nachkommen veräußerten bereits 1631 das Anwesen, auf dem sich heute ein um 1800 erbautes Herrenhaus befindet, in dem das „Restaurant Jagdhaus Wiedehage“ betrieben wird, welches das Langen'sche Schafscheren-Wappen als Markenzeichen führt. Claus von Langen auf Westkreyenborg hatte im Jahr 1590 den Hüntelhof in Haselünne (Ritterstraße 5) im Besitz, der auf das 14. Jahrhundert zurückgeht; 1664 wurde der Hof mit Bergfried veräußert. 
Engelbert V. († 5. Oktober 1652) litt unter Einquartierungen und Verwüstungen im Dreißigjährigen Krieg. Als er kinderlos starb, fiel der Besitz an seinen Neffen Adam von Langen († 1709) aus Sögeln (siehe unten). Dessen Sohn Heinrich Engelbert Hermann Ignatz Anton von Langen (* 29. Dezember 1684; † 10. Dezember 1741 in Corvey), Herr zu West-Kreyenburg, Fresenburg, Arkenstede (heute Ortsteil von Essen (Oldenburg)), Holte, Kamphaus und Wippingen, Corveyischer Geheimrat, war der letzte männliche Spross der Kreyenborger Linie. Spätere Erbstreitigkeiten mit den Familienzweigen Langen-Schwakenburg, Langen-Spieck und Langen-Sögelen sowie Überschuldung sorgten dafür, dass die Erbin (Sophie Ludowika) des Heinrich Engelbert das Erbe ausschlug.
Der Straßenname „Kreyenborg“ und die Bezeichnung eines Bootsanlegers an der Hase bei Haselünne-Lehrte sind alles, was heute noch an die Wasserburg erinnert, deren Burgstelle in der Ackerflur liegt. Nach 1816 wurde der Grundbesitz nach und nach verkauft, die Herrenhäuser bis 1840 abgebrochen und der Platz eingeebnet.

#### Zweig Schwakenburg-Haselünne

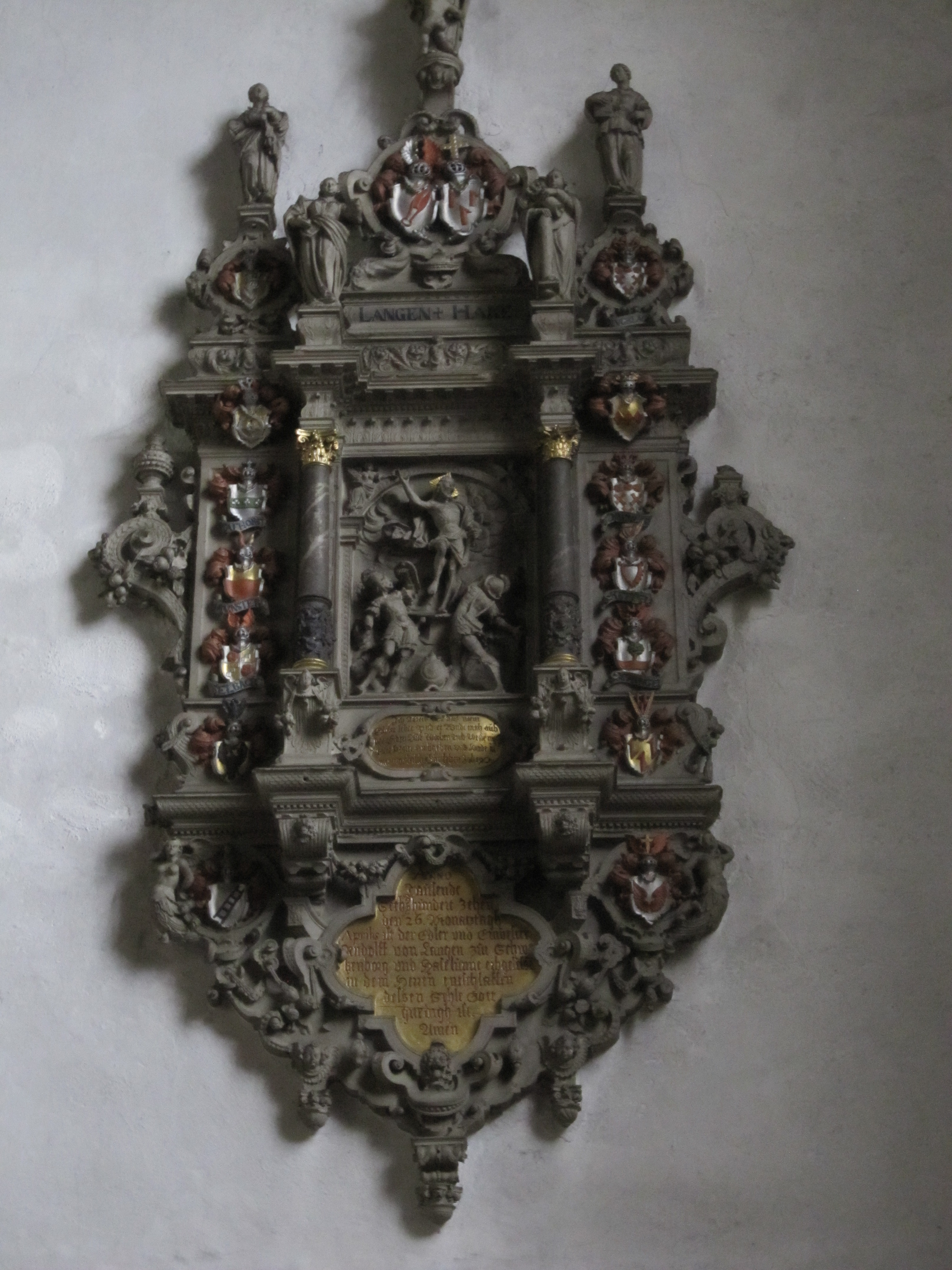
Epitaph des Rudolf von Langen († 1610) und der Margarethe von Hake in der St. Vincentius-Kirche in Haselünne

Unter Andreas von Langen (* um 1468; † um 1555), Herr auf Schwakenburg, wurde diese 1538 bei einem Einfall der Grafen von Oldenburg niedergebrannt. Der Sohn und Erbe, Rudolf von Langen zu Schwakenburg und Haselünne († 26. April 1610), bat den Bischof von Münster um Entschädigung für die Brandschatzung, wurde aber zurückgewiesen. Das Gut war bereits schwer verschuldet. Da die Ehe Rudolfs mit Margarethe von Hake (Epitaph in St. Vincentius zu Haselünne) kinderlos blieb (er hatte jedoch einen unehelichen Sohn, siehe unten: Briefadelsgeschlecht), bestimmte dieser die Nichte seiner Frau zur Erbin. Johanna Elisabeth von Hake brachte Schwakenburg sowie den Langen’schen Burgmannshof in Haselünne dann an ihren Ehemann Michael Wilhelm Kobolt von Tambach († 1667). Die Schwakenburg wurde nicht wieder aufgebaut; der Burgmannshof in Haselünne kam später an die Grafen von Westerholt.

#### Zweige Hausberge, Sögeln, Oberstadt und Spyck
Der Drost Johann von Langen (um 1510 – nach 1578) wurde 1564–1578 Kanzler der Grafschaft Schaumburg und erhielt als schaumburgische Lehen ab 1567 Güter in Hausberge und Eininghausen (bei Minden). In Hausberge besaßen die Langen mehrere Gebäude, darunter ab etwa 1700 bis 1765 den (noch erhaltenen) von Langen’schen Hof.
Heinrich von Langen, Drost von Fürstenau und Vörden, erwarb 1590 in einer zwangsweisen Veräußerung das Gut Sögeln bei Bramsche. Die Langen waren im Osnabrückschen neben Sögeln um 1747 auch noch zu Rothenburg ansässig. 1750 fiel Sögeln durch die Heirat der Erbin Isabella Judith Sophie von Langen an ihren Ehemann, den preußischen Minister Julius August von der Horst.
Humpert von Langen († 1614) wurde kursächsischer Oberaufseher der Grafschaft Henneberg und 1606 mit dem Wasserschloss Oberstadt in Thüringen belehnt. Er besaß auch das Freigut in Breitenbach, das 1619 von seinen Erben verkauft wurde. Sein Nachfahre, der Landforstmeister Johann Georg von Langen, der sich um Aufforstung, Papierherstellung und den Kartoffelanbau verdient gemacht hat und 1747 die Porzellanmanufaktur Fürstenberg gründete, wurde 1699 in Oberstadt geboren, das noch bis 1712 im Besitz der Familie blieb.
Claus Jobst von Langen zu Haselünne und Lehrte heiratete Gertrud von Münster, Tochter des Johann von Münster zu Havighorst und Drenthe und seiner Gemahlin aus der Familie von Grothaus. Deren Bruder Karl von Grothaus setzte um 1650 seine Nichte als Erbin für das Gut Spyck bei Bramsche ein (das im Mittelalter schon den Langen „mit den Rauten“ gehört hatte). 1838, mit dem Tod des Nicolaus Friedrich Joseph Freiherr von Langen, erlosch das Geschlecht der Langen zu Spyck und damit wohl das Gesamtgeschlecht der „Schafscheren“-Langen. Er vermachte seiner Nichte Marie Sophie alle Güter und auch das Gut Spyck. 1824 heiratete sie den wohlhabenden Lingener Kaufmann Bernhard Alexander Moritz Oosthuys. 1938 übertrugen die Geschwister Paula und Maria Oosthuys das Gut ihrer Nichte Paula Suurmann.

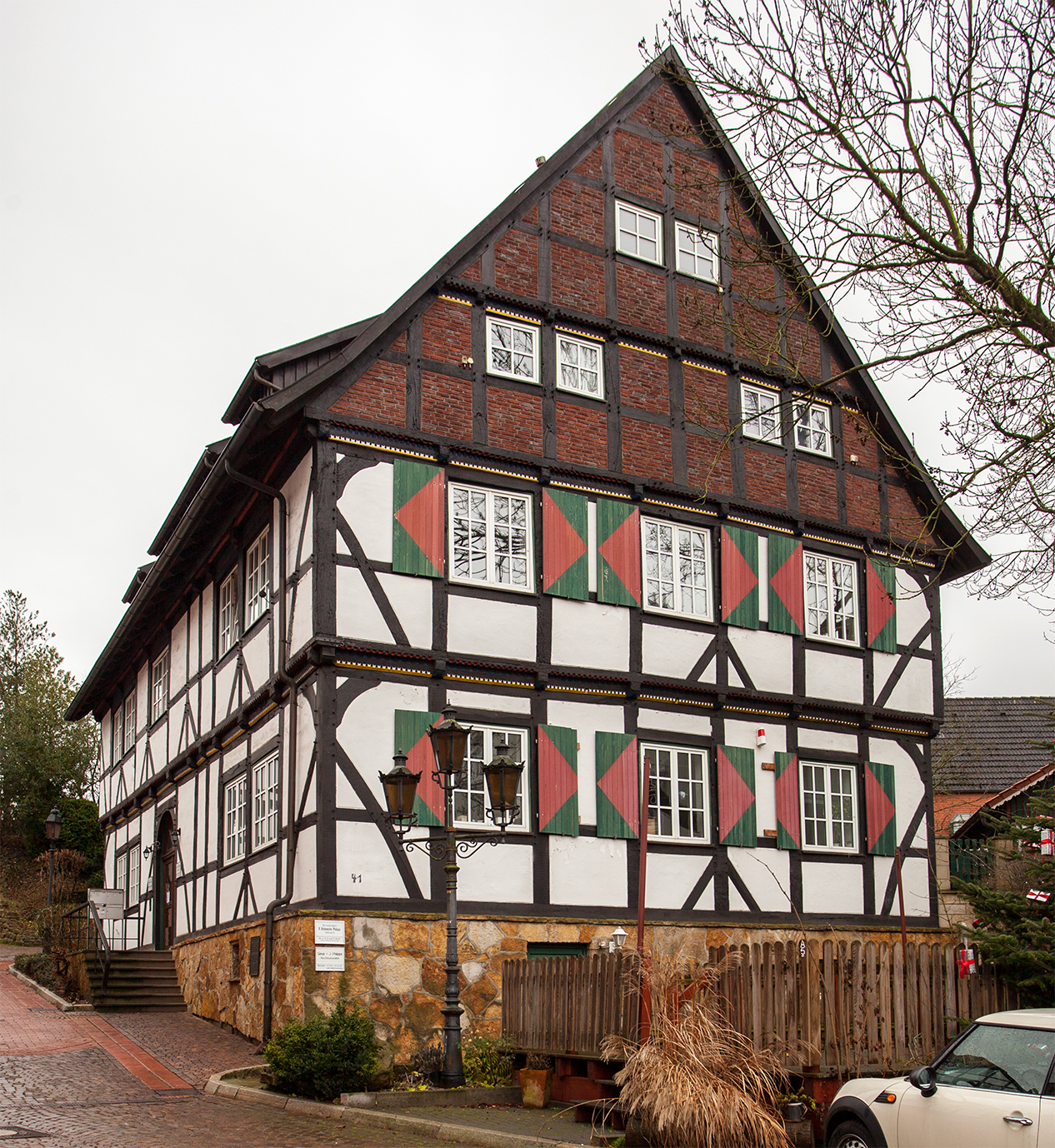
Langen’scher Hof in Hausberge
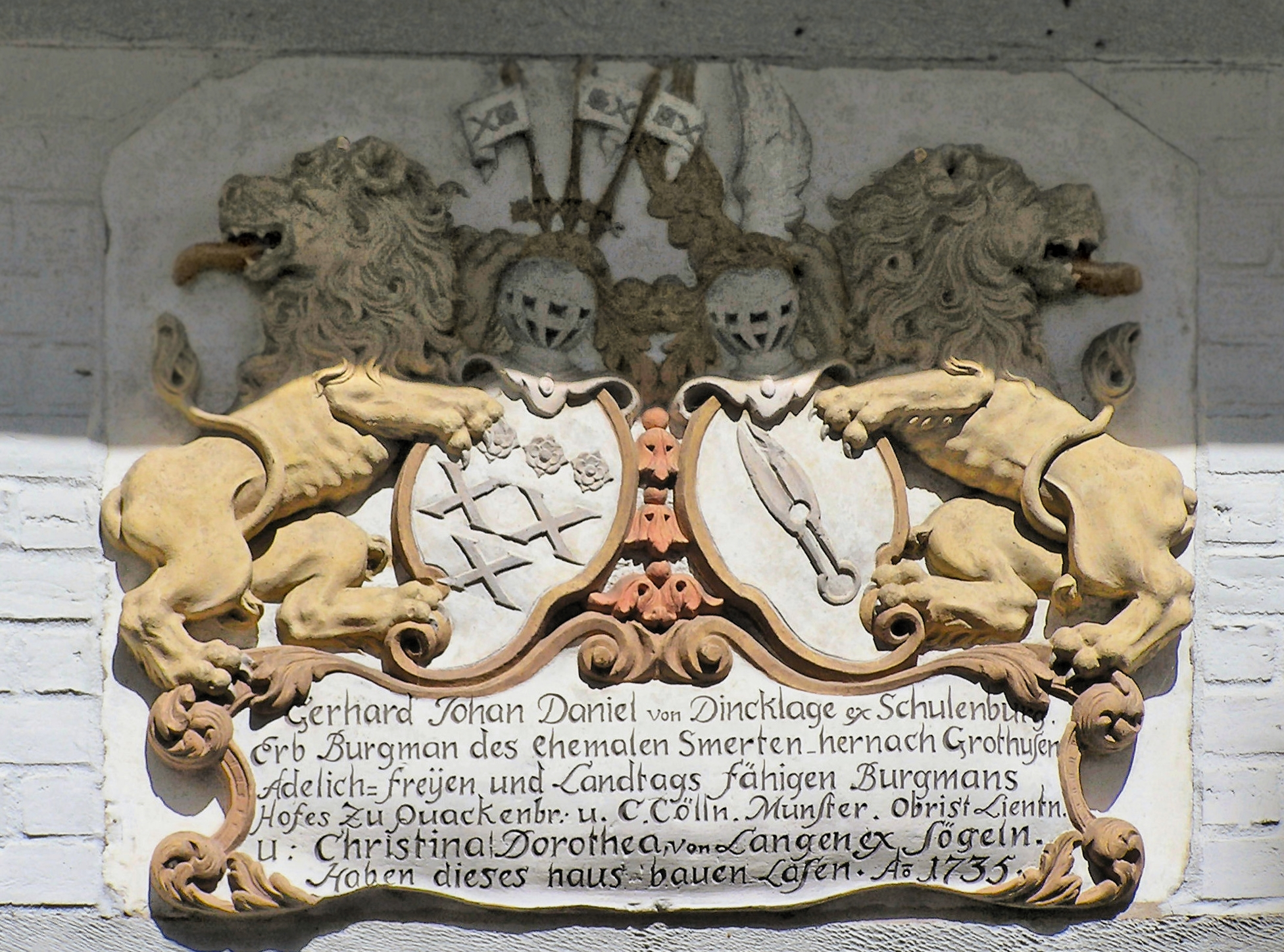
Allianz Dincklage-Langen zu Sögeln, Quakenbrück
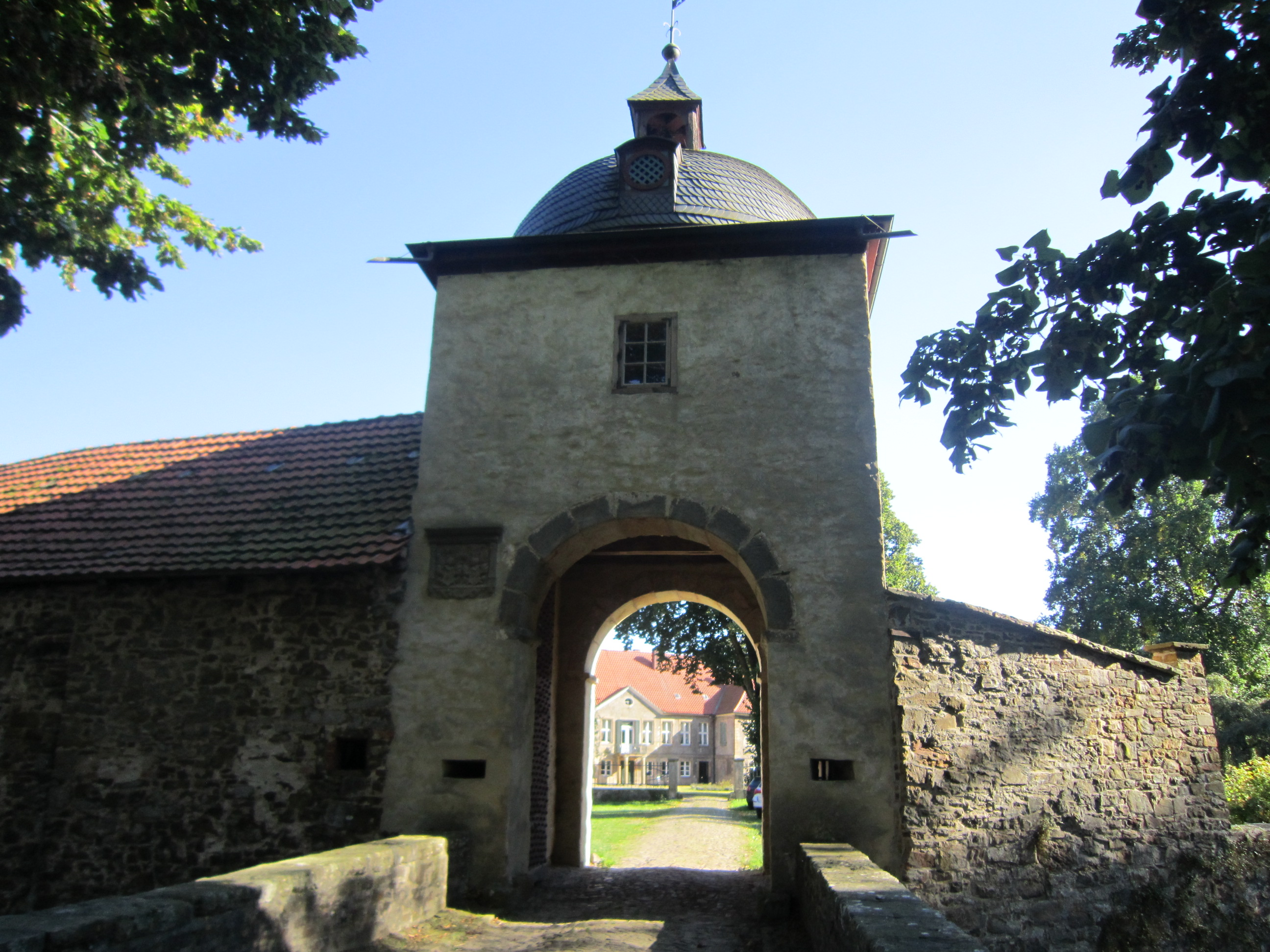
Gut Sögeln, Bramsche
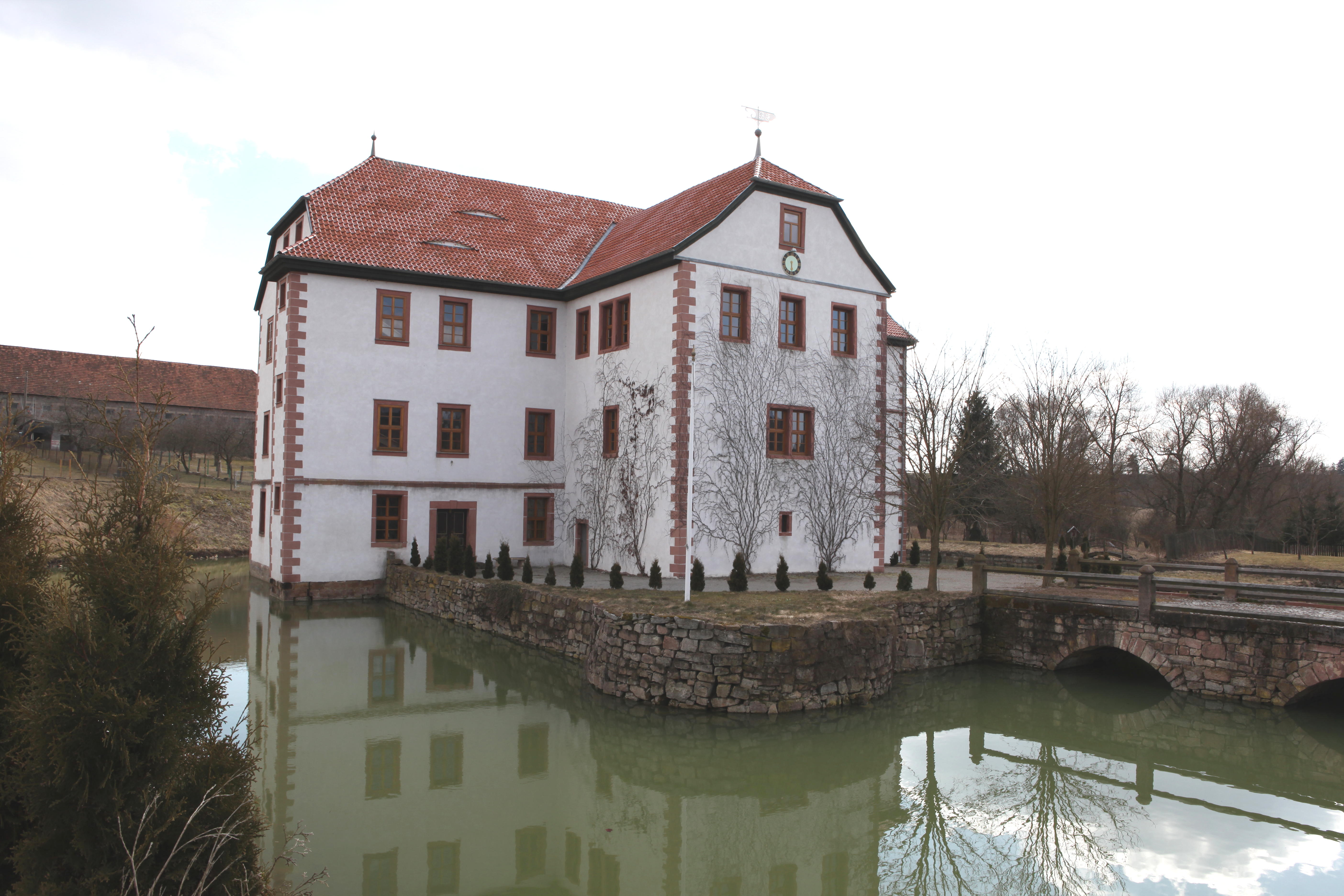
Schloss Oberstadt, Thüringen

### Wappen
In Silber eine aufgerichtete, rote Schafschere (oder Tuchmacherschere). Auf dem Helm mit rot-silbernen Decken ein rot-silberner Adlerflug.

### Namensträger
- Herbert von Langen († 1578) aus Stockum, Domherr in Bremen, Korrespondenz mit Philipp Melanchthon, Albert Hardenberg und Johannes Molanus, gestorben in Emden
- Humpert von Langen († 1614) auf Oberstadt, fürstlich-hennebergischer und kursächsischer Hofbeamter
- Johann Georg von Langen (* 22. März 1699; † 25. Mai 1776), Herzoglich-Braunschweigischer Hof- und Oberjägermeister sowie Norwegischer Generalforstmeister
- Siegmund Moritz Wilhelm von Langen (* 1706; † 21. Oktober 1758), Bataillons-Kommandeur und Major des Infanterie-Regiments Markgraf Karl.[17]

### Briefadelsgeschlecht (1902)
Wilhelm Langen (* 11. Februar 1839 in Werlte/Emsland; † 6. September 1912 in Görlitz), wurde als Mitbesitzer der Tuchfabrik Langen & Müller in Görlitz 1902 in den preußischen Adelsstand als von Langen erhoben. Seine Familie war auf einem Hof in Werlte ansässig und hatte seit 1694 die fürstbischöflichen Jäger auf dem Hümmling (wo sich das Jagdschloss Clemenswerth befindet) gestellt. Sie stammte von einem Christian (von) Langen († 1603) ab, welcher ein unehelicher Sohn des Rudolf von Langen auf Schwakenburg und Haselünne war, mit dem dieser Zweig 1610 erloschen ist (siehe oben). Das 1902 vom preußischen Heroldsamt verliehene Wappen und die Helmzier entsprechen dem „Schafscheren“-Wappen, mit dem Zusatz eines roten Schildeshaupts mit drei nebeneinandergestellten silbernen Kleeblättern. Die Familie existiert noch.

## Langen („mit den Rauten“)

Wappen derer von Langen 1

Wappen derer von Langen 2

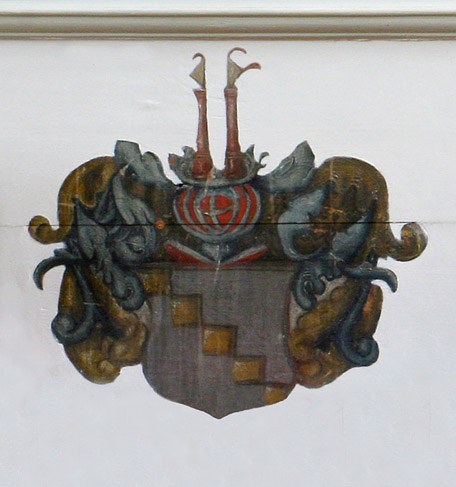
Wappen der Familie von Langen in der Laumersheimer Kirche St. Bartholomäus

Siegel Rudolf von Langens

### Geschichte
Die Langen oder auch Lange sind ein altes, im Münsterland auf dem Haus Langen bei Westbevern bereits Ende des 12. Jahrhunderts vorkommendes westfälisches Adelsgeschlecht. Die erste Erwähnung findet sich in einer Urkunde von 1184: Herimannus de Langen, canon. mai. eccles. Mon. Bis 1378 blieb Haus Langen im Oberstift Münster im Besitz der Familie, gelangte dann aber über eine Erbtochter an die von Letmathe. Die Vorburg steht noch.

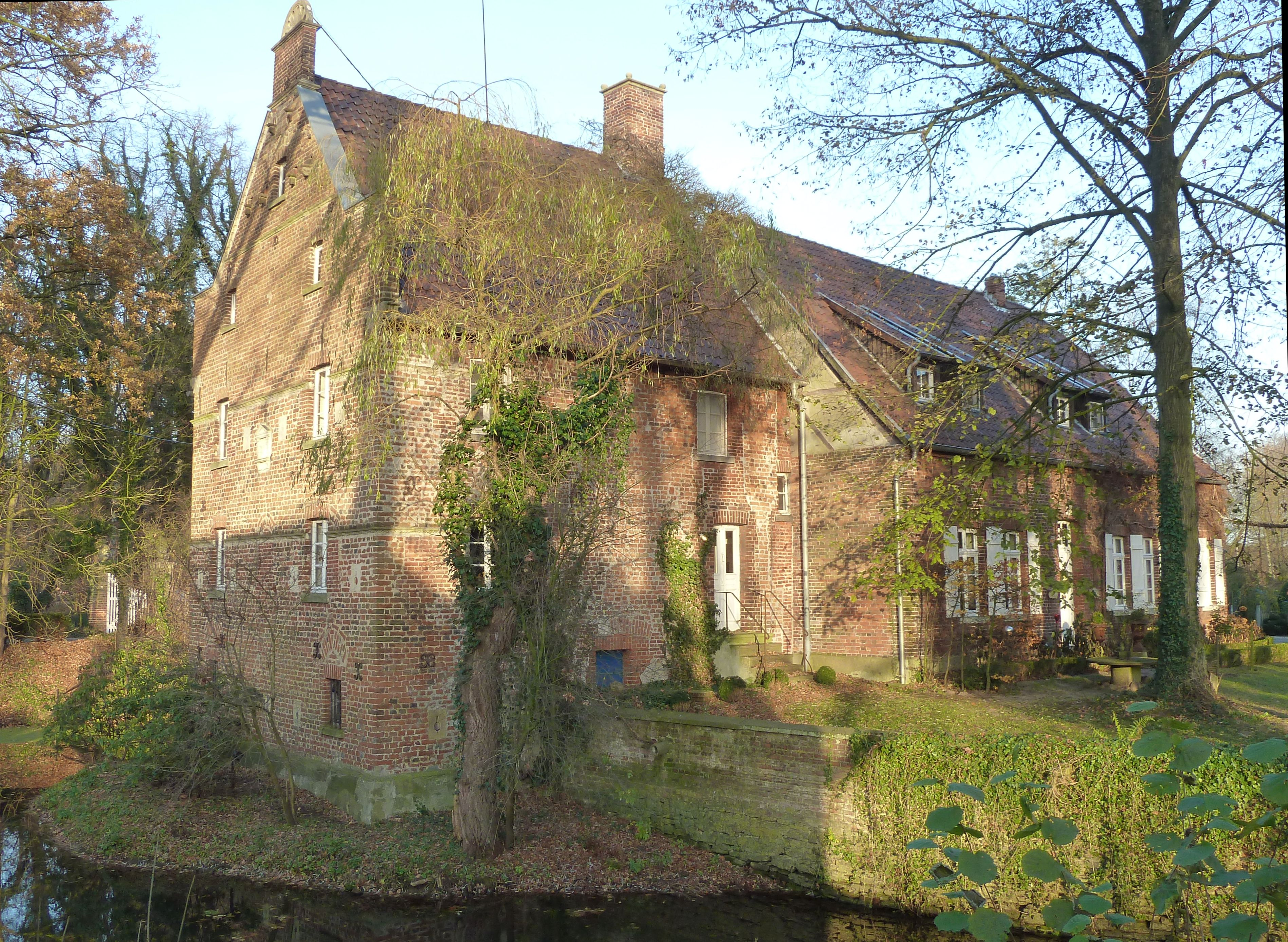
Vorburg von Haus Langen bei Westbevern
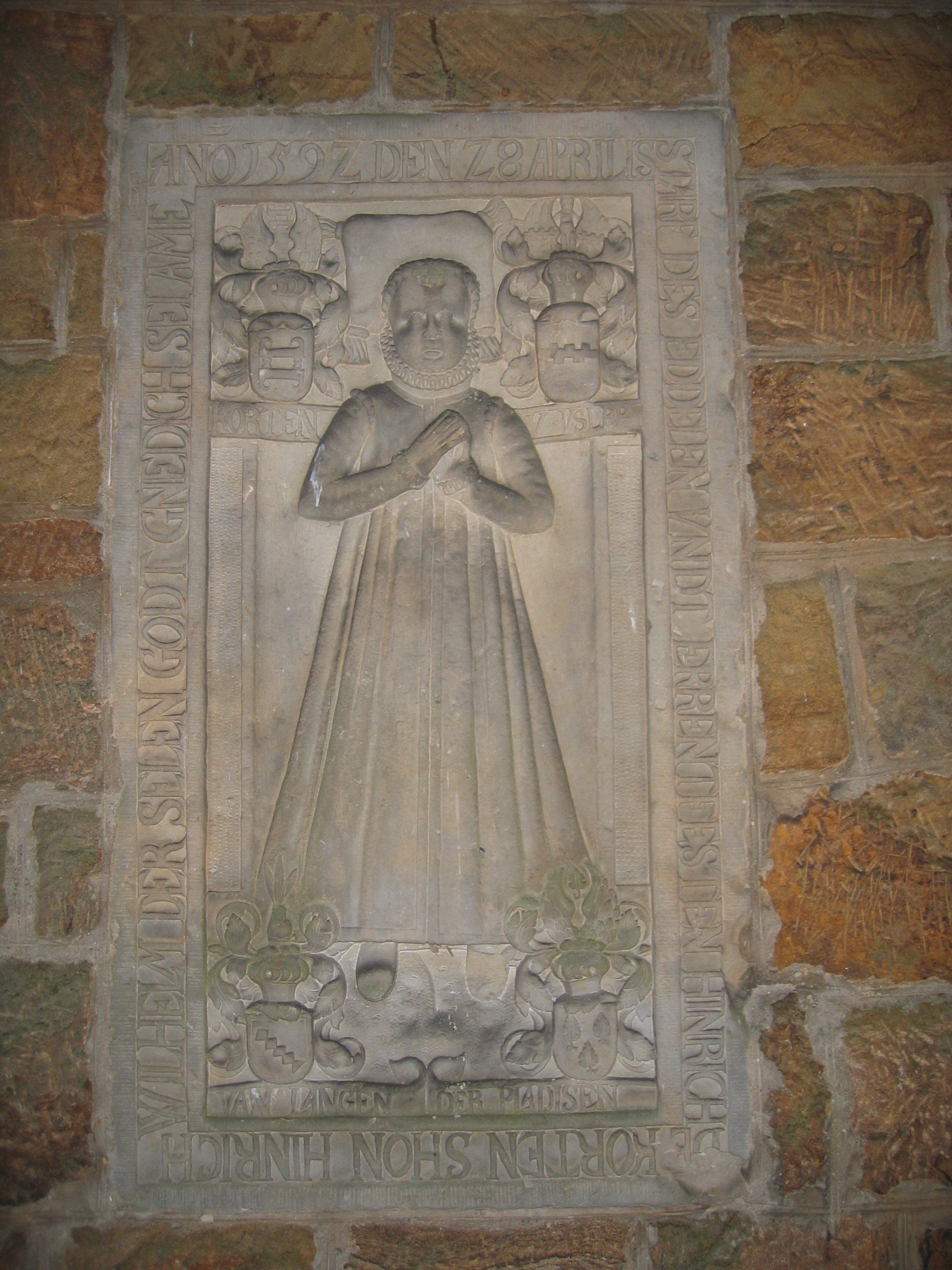
Wappen v. Langen unten links, Epitaph Heinrich von Korte 1592, Bad Holzhausen

Die Langen mit den Rauten erscheinen aber früh auch im niederstiftischen Emsland, wo in der Nähe von Lingen Rudolf von Langen (* um 1268) auf Burg Spyck (siehe unten) und sein Nachfahre Johann von Langen genannt Dobbenstein in der zweiten Hälfte des 14. Jahrhunderts als Lehnsnehmer auf dem Schultenhof in Langen bei Lengerich erscheinen. Da dieser Ort Langen schon seit 890 urkundlich bekannt ist, kann nicht ausgeschlossen werden, dass es sich dabei um den ursprünglichen, namensgebenden Stammsitz handelt, der auf das Haus Langen bei Westbevern übertragen wurde.
Sie kommen früh und in verschiedenen Zweigen auch als Burgmänner der Grafen von Tecklenburg vor. Rudolf I. von Langen, Burgmann auf Burg Tecklenburg (* um 1165), urkundlich 1198, trug als Wappen fünf rechtsschräge rote Rauten im silbernen Feld. Zum Nachweis genügten später die fünf Rauten auf dem Siegel in der Everswinkler Kirche aus dem Jahr 1592. Aus der Familie der Langen von Everswinkel stammte Adelheid von Langen, die Ehefrau des Ritters und Drosten des Domkapitels Münster Engelbert von Deckenbrock (* vor 1266; † 1298), dessen Gutsbesitz ebenfalls bei Everswinkel lag. Die dortigen Langen sind um 1614 erloschen. Vom Rittergut Haus Langen in Everswinkel sind noch das ehemalige Bauhaus und die Gräften vorhanden.
Conrad (Cord) von Langen, verheiratet mit der Witwe Ollrichs von Tuttlingen, verschwägert mit Bürgergeschlechtern zu Osnabrück (1423), ritterlicher Dienstmann (1424), war tief verstrickt in Händel mit der Stadt Osnabrück. Er floh nach Tecklenburg, während seine Frau „entfernt“ (1430) und sein Gut eingenommen und geplündert wurde. In den darauf folgenden Streitigkeiten hielt er selbst Gericht ab und steinigte einen Knecht. Die Verhandlungen liefen über eine Reihe von Instanzen, man forderte seinen Kopf und er wurde 1433 des Eidbruchs in Dortmund angeklagt. Tags darauf konnte er fliehen und gelangte in den Dienst des Bischofs von Münster, die Fehde wurde nicht beigelegt. Sein Sohn Engelbert von Langen wurde 1435 durch den Bischof Heinrich von Moers zu Münster geschützt. Cord erneuerte seine Mittel in Köln, um die Fehde weiterführen zu können. Carl Stüve nennt Conrad hier Herr auf Stockum, doch führt vom Bruch für diese Zeit einen Rembert von Düvel als Besitzer an. Astrid von Düvel brachte Stockum als Heiratsgut an Engelbert II. von Langen „mit der Schafschere“ (1422–1507), siehe oben.
Bis 1519 war die Familie auch zu Rheine im Münsterland begütert. Im 16. und 17. Jahrhundert erwarben sie Güter am Niederrhein, wo sie 1676 zu Eyll und Vinckenhorst bei Geldern, zu Mölenbeck und Wylich bei Rheinberg und noch 1700 zu Neuenheim Besitz hatten. Die Familie war mit Albert III. von Wulfheim, einem Ahnherrn der Droste zu Vischering, verwandt; die Eheberedung zur Vermählung des Sohnes von Hermann von Langen mit der Tochter von Albert III. fand im Jahre 1285 statt. Das Geschlecht stellte Gelehrte und Domherren, welche auf Hermann von Langen zurückgehen.
Es finden sich noch einige Nebenlinien:

#### Linie Langen-Kreyenribbe
Als Burgmänner von Tecklenburg versahen die von Langen auch Dienst an der tecklenburgischen Burg Lingen. Von hier gründete ein Zweig das Gut Kreyenribbe. Es entstand in einer gleichnamigen Flur bei Lengerich (Emsland).
In einer Urkunde wird ein Johann von Langen genannt Kreyenribbe 1337 als Zeuge erwähnt.
1403 erbaut sein Sohn Johann von Langen-Kreyenribbe an der Hase im Emsland die Kreyenborg, die sein Sohn aber bereits 1427 an Engelbert I. von den oben genannten Langen mit der Schafschere verkauft. Sein Sohn und Erbe Otto von Langen findet sich 1470 und 1479 in Urkunden. Sein Nachfahre Kord von Langen erwarb zusätzlich Mitte des 16. Jahrhunderts Teile des gräflichen Erbes Greve. Als die von Langen-Kreyenribbe 1512 das Gut Beesten erben, verlegten sie ihren Sitz dorthin. Im Jahre 1550 war Gerhard (Gert) von Langen-Kreyenribbe Erbherr zu Beesten, seine Frau war Margarethe von Dincklage zu Hopen. Da der Sohn Herbord 1590 verstarb, erbten seine Schwestern (Geeste und Lukretia). Lukretia von Langen-Kreyenribbe (1575–1611) war Äbtissin von Börstel. Sie stritt sich mit ihrem Verwandten Adam von Langen über Mühlenrechte zum Neubau einer Mahlmühle neben der bestehenden Walkmühle. Nachdem die Schwestern Kreyenribbe 1594 an ihren Cousin Dietrich von Voß (a.d.H. Enniger) verkauften, erhielt es den Namen Vosseborg.

#### Linie Langen bei Lengerich
Mit dem Schultenhof in Langen wurde in der zweiten Hälfte des 14. Jahrhunderts ein Johann von Langen genannt Dobbenstein als Lingener Burglehen belehnt. Dieser Zweig ist bereits um 1500 erloschen.

#### Linie Spyck bei Lingen-Bramsche
Erster bekannter Besitzer der Burg Spyck war Rudolf von Langen (* um 1268). Er wurde in eine Fehde der Tecklenburger gegen Osnabrück um 1334 verwickelt; Bürger Osnabrücks verfolgten ihn daraufhin plündernd durch das Lingener Land und belagerten seine Burg in Bramsche. Die Burg war schon um 1400 nicht mehr im Besitz der Familie. Rudolfs Nachkommen waren als Lingener Burgmänner auf dem Gut Langen bei Lengerich ansässig. Die Burg Spyck kam dann um 1650 durch Heirat an die von Langen „mit der Schafschere“.

### Wappen
Im Schild fünf schrägrechts gestellte Wecken (Rauten) in mehreren Tingierungen: Blasonierung bei v.Spießen und Fahne goldene Rauten auf blauem Grund mit einem Paar Beleuchtungsstangen als Helmzier. Die Zeichnung zeigt bei v.Spießen allerdings blaue Rauten auf goldenem Grund. Es wird dort eine sogenannte "Holländische Linie" geführt mit silbernen Rauten auf rotem Grund und einem Hundekopf als Helmzier.
Franz Friedrich von Langen, Kurtrierer und Mainzer Resident bei den Generalstaaten der Vereinigten Niederlande, wurde am 23. Februar 1717 in den Freiherrenstand erhoben und erhielt eine Wappenbesserung. Sein Wappen zeigt goldene Rauten in Blau.
Aufgrund der Wappenähnlichkeit mit denen von Keppel, wird vermutet, dass die beiden Familien eines Stammes sind.

### Namensträger
- Lutbert von Langen († 4. Dezember 1326), Domdechant in Münster
- Lubbert von Langen († Februar 1369), Domherr zu Münster
- Ludolf von Langen (13.–14. Jahrhundert), Domherr zu Münster
- Hermann von Langen, im Jahre 1443 Domherr zu Münster († 23. Februar 1484). Mitstifter des Verkündigungsbildes des Klosters Liesborn, Nationalgalerie London Er ist der Sohn Egbert I. von Langen († zwischen 1424 und 1446), direkter Nachfahre des Rudolf I. von Langen, Burgmann zu Tecklenburg (* um 1165).[32]
- Rudolf von Langen (1438; † 25. Dezember 1519), Domherr zu Münster, Humanist, Sohn des Dietrich von Langen zu Everswinkel[33]
- Hermann von Langen, Domherr in Münster von 1461–1491
- Hermann von Langen, Domdechant in Münster von 1503 bis 1508
- Franz Caspar von Langen († 1737), Geheimrat des Mainzer Kurfürsten und Herr auf Schloss Laumersheim
- Christoph Andreas Langen, königlich kaiserlicher Oberstleutnant, 1733 mit dem Prädikat Edler in den Reichsritterstand erhoben.

## Langen (Patrizier- und Adelsgeschlecht)

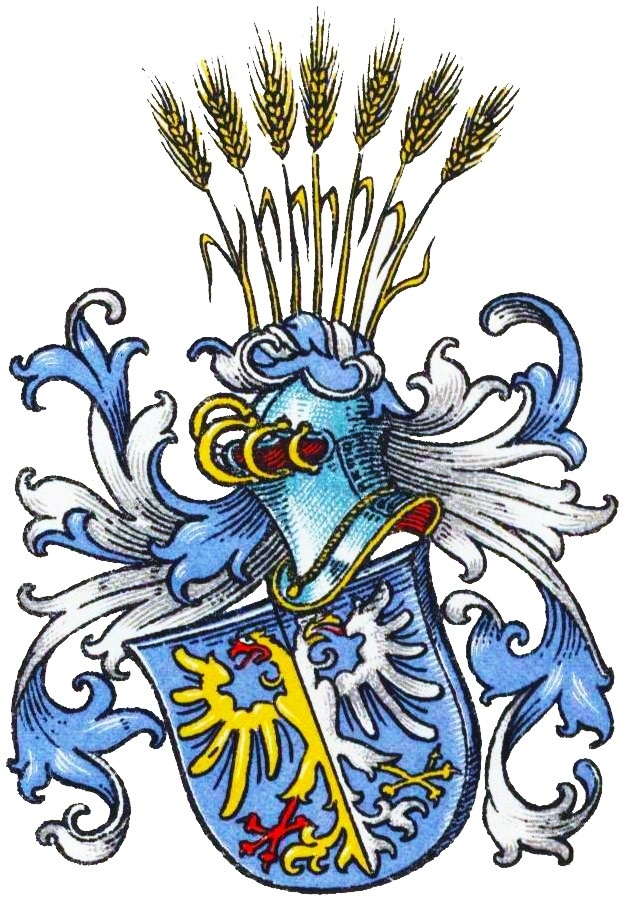
Wappen der Langen im Wappenbuch des Westfälischen Adels

### Geschichte
Das Geschlecht, das sich lat. Longus nannte, gehörte zum Dortmunder Patriziat. Gerard Longus war 1239 Dortmunder Ratsherr, Heinrich Longus 1300 Dortmunder Bürgermeister. Später war das Geschlecht auch in Lübeck ansässig. Dort gehörte die Familie zur Zirkelgesellschaft. In Dortmund erscheint die Familie zuletzt 1444.

### Wappen
Blasonierung: In Blau ein gespaltener Doppeladler, rechts golden, links silbern. Auf Helm mit blau-silbernen Decken sieben goldene Kornähren.